# Nesticella renata
Nesticella renata är en spindelart som först beskrevs av Bourne 1980.  Nesticella renata ingår i släktet Nesticella och familjen grottspindlar. Inga underarter finns listade i Catalogue of Life.